# Protofrullania
Protofrullania, monotipski rod jetrenjarki iz porodice Frullaniaceae. Jedina vrsta je P. cornigera, fosil iz srednje krede iz Mjanmara. I rod i vrsta opisane su 2017.